# Brillac
Brillac är en kommun i departementet Charente i regionen Nouvelle-Aquitaine i västra Frankrike. Kommunen ligger  i kantonen Confolens-Sud som ligger i arrondissementet Confolens. År 2022 hade Brillac 607 invånare.

## Befolkningsutveckling
Antalet invånare i kommunen Brillac
Referens:INSEE